# Ciccus adspersus
Ciccus adspersus är en insektsart som först beskrevs av Fabricius 1803.  Ciccus adspersus ingår i släktet Ciccus och familjen dvärgstritar. Inga underarter finns listade i Catalogue of Life.